# Benjamin Lariche

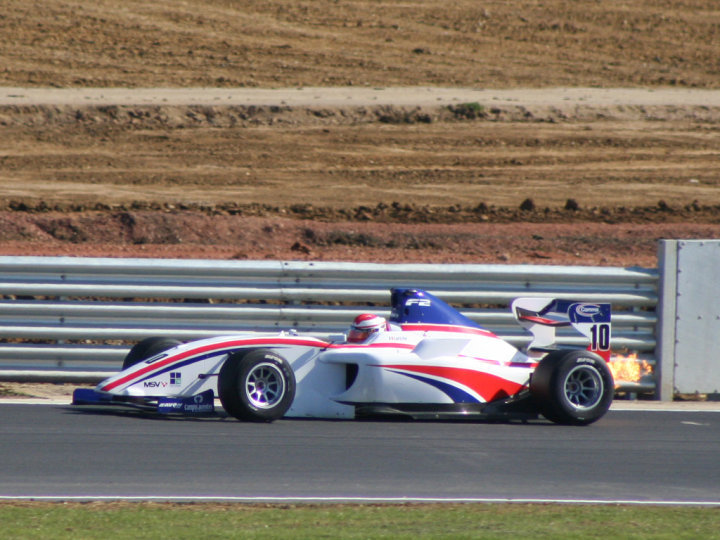
Benjamin Lariche i FIA Formula Two Championship 2010.

Benjamin Lariche, född 16 juni 1987 i Narbonne, är en fransk racerförare.

## Racingkarriär
2006 började Lariche med formelbilsracing i och med deltagandet i Championnat de France FFSA Formule Campus Renault Elf. Året efter gick han upp till de lite snabbare formel Renault-bilarna med tvålitersmotorer. Han körde då tre år i rad i olika Formel Renault 2.0-mästerskap, innan han gick till FIA Formula Two Championship 2010 och slutade som fjortonde förare totalt. Han fortsätter i samma mästerskap även 2011.
| År                                               | Klass/Mästerskap                                      | Team                       | Bil                                      | Totalt/poäng   | Bästa placering              |
| ------------------------------------------------ | ----------------------------------------------------- | -------------------------- | ---------------------------------------- | -------------- | ---------------------------- |
| 2006                                             | Championnat de France FFSA Formule Campus Renault Elf | La Filiere FFSA            | Mygale Formula Campus 2000 (Renault K4M) | 10:a/43p       | ?                            |
| 2007                                             | Championnat de France Formula Renault 2.0             | Graff Racing               | Tatuus FR2000 (Renault)                  | 19:e/1p        | 10:a på Magny-Cours (Race 1) |
| 2008                                             | Formula Renault 2.0 West European Cup                 | Pole Services              | Tatuus FR2000 (Renault)                  | 10:a/18p       | 1:a i Valencia (Race 2)      |
| 2008                                             | Formula Renault 2.0 Eurocup                           | Pole Services              | Tatuus FR2000 (Renault)                  | -/0p           | 17:e på Silverstone (Race 2) |
| 2008                                             | Formula Junior FR 2.0 Portugal                        | Pole Services              | Tatuus FR2000 (Renault)                  | 12:a/17p       | 1:a på Estoril (Race 1)      |
| 2009                                             | Formula Renault 2.0 West European Cup                 | Pole Services              | Tatuus FR2000 (Renault)                  | 10:a/35p       | 5:a på Spa (Race 1)          |
| 2009                                             | Formula Renault 2.0 Eurocup                           | Epsilon Sport Team         | Tatuus FR2000 (Renault)                  | -/0p           | 15:e på Catalunya (Race 2)   |
| 2010                                             | FIA Formula Two Championship                          | Quick Sorel (huvudsponsor) | Williams JPH1B F2 (Audi)                 | 14:e/33p       | 6:a i Valencia (Race 1)      |
| 2011                                             | FIA Formula Two Championship                          | Quick Sorel (huvudsponsor) | Williams JPH1B F2 (Audi)                 | säsongen pågår | säsongen pågår               |
| Senast uppdaterad: 2011-05-07 (4980 dagar sedan) |                                                       |                            |                                          |                |                              |